# Blepharipa coesiofasciata
Blepharipa coesiofasciata är en tvåvingeart som först beskrevs av Macquart 1851.  Blepharipa coesiofasciata ingår i släktet Blepharipa och familjen parasitflugor. Inga underarter finns listade i Catalogue of Life.